# グアナバラ (タンカー)
グアナバラ (Guanabara) は、商船三井が運航している原油タンカー。

## 概要
ツネイシホールディングス 常石造船カンパニー多度津工場で建造された105型アフラマックスタンカーで、2007年11月15日竣工した。ブラジルのペトロブラス社が用船し、船籍はバハマである。

## 海賊襲撃事件
2011年2月17日に重油を積載してウクライナのケルチ港を出港し、中国の舟山港へ向かってアラビア海を航行中の
3月5日17時頃（現地時間）、オマーン東方400海里の地点で海賊の襲撃を受ける。
海賊4名に乗り込まれたが、アメリカ海軍アーレイ・バーク級駆逐艦「バルクリー」とトルコ海軍G級フリゲート「ギレスン」が救難信号を受け急行し、3月6日12時20分頃（現地時間）海賊は制圧された。
クロアチア人やフィリピン人等の乗員24名に負傷者は無く、積荷の流出といった被害や自力航行等にも支障は無かった。
また拘束された海賊4名はその後、海上保安庁に引き渡された（ソマリア沖商船三井タンカー襲撃事件参照）。